# چول بشدالی
چول بشدالی (به ترکی آذربایجانی: Çöl Beşdali) یک منطقه مسکونی در جمهوری آذربایجان است که در شهرستان صابرآباد واقع شده‌است. چول بشدالی ۱۲۹۶ نفر جمعیت دارد.

## بومیان شناخته‌شده
- یاور جمالوف - وزیر صنعت دفاع جمهوری آذربایجان (از سال ۲۰۰۶ تا ۲۰۱۸)[۲]